# Bart De Roover
Albert 'Bart' De Roover (Rijkevorsel, 21 augustus 1967) is een voormalig Belgisch voetballer en oud-international. Sinds 2000 is hij actief als voetbaltrainer. Momenteel is hij aan de slag bij K. Lyra-Lierse. 

## Spelerscarrière
Bart De Roover debuteerde in 1985 bij KFC Zwarte Leeuw. De als aanvaller gevormde De Roover werd er met de club in 1987 kampioen in Vierde Klasse C. Een jaar later startte hij dus met Zwarte Leeuw in Derde Klasse, waar hij uitgroeide tot de belangrijkste speler van het team.
Dat werd ook opgemerkt door KSC Lokeren. De Roover trok naar Oost-Vlaanderen en kwam er terecht in het elftal van trainer Aimé Antheunis. De Roover versierde meteen verscheidene speelkansen bij de eersteklasser, waar hij werd omgedoopt tot voorstopper. De Roover was niet de snelste en meest technische voetballer,  maar met zijn soberheid en kopbalsterkte was hij een secure verdediger. Bovendien trok hij als gewezen aanvaller graag mee naar voren om zijn doelpunt mee te pikken.
In 1991 hield hij het bij de middenmoter voor bekeken. De Roover zette een stap hogerop en belandde bij AA Gent. Daar was trainer René Vandereycken werkzaam. In zijn eerste seizoen kwam hij amper aan spelen toe, later onder Walter Meeuws en Lei Clijsters lukte dat wel. Hij was in die dagen bij de Buffalo's een ploegmaat van onder meer Erwin Vandenbergh, Sandy Martens, Suad Katana en Alain De Nil.
Na vier seizoenen ruilde hij Gent in voor Lierse SK. De Roover werd er in een elftal gedropt met namen als Eddy Snelders en Kjetil Rekdal, en zag hoe trainer Eric Gerets verder de voorkeur gaf aan jeugdproducten als Bob Peeters, Nico Van Kerckhoven en David Brocken. In 1997 werd het team verrassend landskampioen. Gerets trok nadien naar vicekampioen Club Brugge, terwijl Lierse mocht aantreden in de UEFA Champions League. Dat maakte De Roover niet mee, want hij verliet de kampioenenploeg en trok naar Nederland. 
Hij werd dat jaar wel voor het eerst opgeroepen voor de nationale ploeg. Toenmalig bondscoach Georges Leekens haalde hem bij de Rode Duivels. Hij maakte zijn debuut voor de nationale ploeg op 11 februari 1997 in het vriendschappelijke duel tegen Noord-Ierland, dat met 3-0 werd verloren.
Bij NAC Breda begon de ondertussen 30-jarige verdediger aan zijn laatste hoofdstuk. De Roover speelde nog twee seizoenen in dienst van NAC en zag hoe zijn team in 1999 laatste werd en degradeerde. De Roover zette vervolgens een punt achter zijn carrière als speler en ging aan de slag als voetbalcoach.

## Trainerscarrière
Bart De Roover keerde terug naar België en werd trainer van het bescheiden KFC Wuustwezel. In 2003 werd hij coach van FC Cappellen, waar hij vijf seizoenen lang verbleef. Nadien werd hij trainer van tweedeklasser KV Red Star Waasland, waar hij Rudi Verkempinck opvolgde. In 2009 haalde hij met de club de eerste fase van de eindronde. Maar zijn ex-club Lierse SK bleek te sterk en schakelde Waasland uit. In juni 2010 tekende De Roover een contract bij SV Zulte Waregem.  Hij kreeg er de opdracht Francky Dury te vervangen. Maar de goede resultaten bleven uit. Na een doelpuntenloos gelijkspel tegen promovendus Lierse SK werd De Roover ontslagen.
Eind november 2010 werd hij de nieuwe trainer van Antwerp FC, in opvolging van Colin Andrews. Na teleurstellende resultaten werd hij in november 2011 ontslagen. In juni 2012 ging hij aan de slag in Saudi-Arabië waar hij deel uitmaakte van de trainersstaf van Al-Ahli Djedda. In mei 2015 werd hij voorgesteld als de opvolger van Stijn Vreven bij Lommel United, maar ook hier werd hij op 12 februari 2016 ontslagen.
In augustus 2016 raakte bekend dat De Roover aan de slag ging als adviseur van de technische commissie van de Saoedische voetbalbond. In 2017 ging hij opnieuw aan de slag als trainer bij Cappellen, waar hij tussen 2003 en 2008 al op de bank zat. Na een negende en zevende plaats eindigde Cappellen in het seizoen 2019/20 vierde in Tweede klasse amateurs, weliswaar nadat de competitie in maart 2020 vroegtijdig werd stopgezet vanwege de coronapandemie. De Roover had zijn vertrek op het einde van het seizoen 2019/20 toen al een tijdje aangekondigd.
In april 2020 volgde De Roover kampioenencoach Patrick Van Houdt op bij K. Lyra-Lierse. De Roover kon pas in het seizoen 2021/22 echt van start gaan, want in het seizoen 2020/21 lagen de amateurcompetities in België grotendeels plat vanwege de coronapandemie. In het seizoen 2021/22 eindigde Lyra-Lierse derde in de Tweede afdeling. De club plaatste zich voor de eindronde, waar Royale Union Tubize-Braine in de verlengingen te sterk was. De Roover begon ook aan het seizoen 2022/23, maar 
 In het seizoen 2022/23 leek Lyra-Lierse op weg naar een nieuw eindrondeticket, maar door een 0 op 9 in de laatste drie competitiewedstrijden van het seizoen greep de club er net naast. De Roover begon ook nog aan het seizoen 2023/24 met Lyra-Lierse, maar eind november 2023 werd de vijfvoudige Rode Duivel opzijgeschoven als hoofdtrainer vanwege de tegenvallende resultaten.
In februari 2024 raakte bekend dat De Roover in het tussenseizoen aan een derde termijn als hoofdtrainer van Cappellen FC zou beginnen.